# Illes de la Línia
Les illes de la Línia (en anglès, Line Islands) és un arxipèlag d'onze illes situat al nord de les illes de la Societat, al sud de les Hawaii i a l'oest de les Fènix. La majoria pertanyen a la república de Kiribati, excepte tres que són possessions dels Estats Units.
L'arxipèlag és a banda i banda de la línia de l'equador, d'aquí el seu nom. També s'ha anomenat Espòrades Equatorials o Espòrades de la Polinèsia Central per referència a les illes Espòrades de Grècia, que vol dir «disperses».
Les restes arqueològiques indiquen que algunes illes van ser habitades per polinesis. Però quan van arribar els europeus eren deshabitades. Van ser descobertes per diversos europeus, i redescobertes i reanomenades diverses vegades durant el segle xix. El 1888 van ser annexionades pel Regne Unit, incorporades a la colònia de les illes Gilbert i Ellice des del 1916.
Avui hi ha un total de 9.100 habitants, la majoria a l'illa Kiritimati, originaris de les illes Gilbert. L'activitat principal és l'exportació de copra.
Les illes de la Línia estan incloses a l'ecoregió de les Selves tropicals de la Polinèsia Central.

## Illes
De nord a sud són les següents:

### Teraina
Teraina, en anglès Washington Island, és un atol de 7,8 km², amb una població al voltant de 1.000. La principal producció és la copra.
Va ser descoberta, el 1798, pel nord-americà de Nova York Edmund Fanning que li va posar el nom del president George Washington. També s'ha conegut com a illa New York i illa Prospect.

### Tabuaeran
Tabueran, en anglès Fanning Island, és un atol amb una altitud màxima de 3 m sobre la marea alta. Va ser descobert pel nord-americà Edmund Fanning, el 1798, mentre negociava entre Xile i la Xina. El nom, derivat del polinesi Tapuaerangi, recorda la seva forma de petjada. També s'ha conegut com a illa American.
Hi ha algunes restes que indiquen que havia estat habitat per polinesis de Tonga al segle xv. Avui té una població de 1.900 habitants que es van establir per la producció de copra. Amb la terra importada de Hawaii avui també es cultiven fruits.

### Kiritimati
Kiritimati (pronunciat kirismas), en anglès Christmas Island, va ser descobert el dia de Nadal de 1777 pel Capità Cook. És el major atol de corall del món, amb 575 km² té el 70% del total de la república. Presumiblement també és l'atol més antic del món. L'altitud màxima és de 12 m.
A la Segona Guerra Mundial va ser una important base militar, i després va ser utilitzada per fer proves nuclears atmosfèriques.
L'illa té 5.000 habitants i és la capital del districte de la Línia i Fènix. Exporten peixos d'aquari, cocos i algues, però pateixen moltes sequeres i han d'importar els aliments bàsics.

### Malden
Malden, històricament anomenada també Independence, és una illa petita, deshabitada i solitària. És famosa per les seves misterioses construccions megalítiques: piràmides, plataformes, temples i carreteres. També és el lloc de la primera prova nuclear anglesa el 1957.
Va ser descoberta el 1825 per l'anglès Lord Byron, cosí del poeta, mentre estava repatriant les restes mortals del rei i la reina de Hawaii que havien mort de xarampió durant la seva visita a Londres. Li va posar el nom del lloctinent Charles Malden que la va explorar.
L'illa era deshabitada però va trobar unes construccions megalítiques notables i estranyes. S'ha especulat molt sobre el seu origen i les seves funcions, però fins ara les conclusions arqueològiques apunten a un origen polinesi.
Durant la primera meitat del segle xix l'illa va ser visitada en nombroses ocasions pels baleners nord-americans. Va ser reclamada pels Estats Units amb el propòsit de recollir guano, però es van avançar els britànics que la van estar explotant durant seixanta anys.
El 1957 Malden va ser utilitzada pels britànics per fer tres proves termonuclears atmosfèriques. Els Estats Units van continuar disputant la sobirania als britànics fins a la independència de Kiribati el 1979.

### Starbuck
Starbuck (històricament també coneguda amb els noms Volunteer, Low, Starve, Hero, Barren i Coral Queen) és un atol de corall pla i baix. Va ser descobert, el 1823, pel balener anglès Valentine Starbuck abans de portat el rei de Hawaii a Londres, i l'anomenà Volunteer. Reclamat pels nord-americans però controlada pels britànics, va ser explotada per les mines de fosfats. Ha estat designada per les Nacions Unides com una àrea protegida.

### Vostok
Vostok és una illa de corall i sorra de forma triangular amb només 1,5 km d'allargada i 5 m d'altitud. El centre de l'illa és cobert d'arbres del gènere Pisonia.
Va ser descoberta, el 1820, pel rus Fabian von Bellingshausen amb el vaixell Vostok. Altres capitans la van anomenar Reaper, Leavitts i Stavers.

### Illa Carolina
L'illa Carolina és un atol de corall, el més oriental de Kiribati. El 1999 es va canviar oficialment el nom a Millenium Island en un intent de capitalitzar les festes de rebuda del nou mil·lenni. Uns anys abans s'havien unificat les zones horàries de la república, traslladant la línia internacional de canvi de data 1.000 km a l'est. Així l'illa va avançar 24 hores canviant d'UTC-10 a UTC+14.
Hi ha proves d'assentaments polinesis, però era deshabitat en arribar els europeus. Primer va ser Pedro Fernández de Quirós, el 1606, que hi pescà peixos de colors i l'anomenà «isla del Pescado». El 1795 la redescobreix l'anglès Willian Broughton i li posà el nom de la filla del primer Lord de l'Almirallat. Cal no confondre l'illa Carolina amb les illes Carolines als Estats Federats de Micronèsia. Històricament també s'ha conegut amb els noms de Thornton, Hirst, Clark i Independence.
Hi ha una colònia important d'ocells marins, i és un dels llocs amb més població de crancs dels cocoters (Birgus latro).

### Flint
Flint és una illa de corall deshabitada. El primer a visitar-la va ser Fernando Magallanes, el 1521, que la va anomenar «Tiburones». A finals del segle xix va ser replantada de cocoters per l'explotació de copra. El 1908 hi va anar una expedició estatunidenca per observar l'eclipsi de Sol.

### Possessions nord-americanes
A més de les illes de la república de Kiribati, geogràficament l'arxipèlag inclou les possessions nord-americanes de
- Illa Jarvis
- Atol Palmyra
- Escull Kingman